# Temporada 1854-1855 del Liceu
Durant la primera representació de Il trovatore de Verdi, l'1 de juny, Elena D'Angri es va desmaiar.
La representació d'I puritani va acabar després de l'acte I per una indisposició sobtada d'Elisa Villó de Genovès. El programa es va completar improvisadament amb l'obertura de La Muette de Portici (Auber) i l'acte III de Maria di Rohan (Donizetti) per V. Tilli, F. Varesi i C. Balestra-Galli.
| Temporada 1854-1855 del Liceu       |                   |                  |                   | |           |                                                                                     |
| Òpera                               | Compositor        | Director musical | Director d'escena | Papers principals | Producció | Dates                                                                               |
| Ernani                              | Giuseppe Verdi    |                  |                   | Eugénie Julienne-Dejean / Carlotta Cattinari (desembre), Caterina Mas i Porcell, N. Semati, N. Demarchi, Felice Dellaromba, Josep Grau, Josep Obiols   |           | 4, 5 i 9 de novembre; 1, 3, 6, 10 i 24 de desembre                                  |
| I Lombardi                          | Giuseppe Verdi    |                  |                   | Eugénie Julienne-Dejean / Carlotta Cattinari (desembre), Antonieta Aguiló, N. Semati, Eugenio Hordan, Felice Dellaromba, Josep Obiols                  |           | 12, 15, 22, 25 i 26 de novembre; 8 i 25 de desembre                                 |
| Lucia di Lammermoor                 | Gaetano Donizetti | Gabriel Balart   |                   | Carlotta Cattinari, Sra. Sotillo, Giacomo Galvani, José Gómez, Achille Rossi, Josep Obiols, Josep Grau                                                 |           | 23 de gener al 14 de febrer                                                         |
| Macbeth (Verdi)                     | Giuseppe Verdi    | Gabriel Balart   |                   | Felice Varesi, Agustí Rodas, Carlotta Cattinari, Sra. Sotillo, Gervasio Gómez, Josep Grau, Francesc Sánchez                                            |           | 3 de febrer al 2 de març                                                            |
| Rigoletto                           | Giuseppe Verdi    | Gabriel Balart   |                   | Giacomo Galvani, Felice Varesi, Virginia Tilli, Agustí Rodas, Matilde Cavalletti, Achille Rossi, Josep Obiols                                          |           | 7, 10, 18 febrer; 13 març; 17 abril; 17, 27 maig; 7 juny 1855                       |
| Il barbiere di Siviglia             | Gioachino Rossini | Gabriel Balart   |                   | Giacomo Galvani, Domenico Raffaelli, Elisa Villó de Genovès, Felice Varesi, Agustí Rodas, Josep Grau, Sra. Sotillo, Giovanni Cavalletti                |           | 21, 22, 25 i 27 de febrer; 10, 15 i 19 de març; 13, 18 i 24 d'abril; 4 i 26 de maig |
| Il furioso all'isola di San Domingo | Gaetano Donizetti | Gabriel Balart   |                   | Marianna Barbieri-Nini, Sra. N. Sotillo, Felice Varesi, Domenico Raffaelli, José Gómez, Ulisse Ardavani                                                |           | 4 al 5 de març                                                                      |
| Maria di Rohan                      | Gaetano Donizetti |                  |                   | Virginia Tilli, Carlo Balestro-Galli, Felice Varesi, Font, Ulisse Ardavani, José Gómez                                                                 |           | 11 de març                                                                          |
| Ernani                              | Giuseppe Verdi    | Gabriel Balart   |                   | Marianna Barbieri-Nini, Verdaguer, Carlo Balestro-Galli, Felice Varesi, Agustí Rodas, Ulisse Ardavani, Molins                                          |           | 18 de març                                                                          |
| Bondelmonte                         | Giovanni Pacini   | Gabriel Balart   |                   | Marianna Barbieri-Nini, Virginia Tilli, Matilde Cavalletti, Carlo Balestro-Galli, Felice Varesi, Francesc Porcell, Ulisse Ardavani, Giovanni Cavaletti |           | 8 al 15 d'abril                                                                     |
| L'elisir d'amore                    | Gaetano Donizetti | Gabriel Balart   |                   | Virginia Tilli, Matilde Cavalletti, Giacomo Galvani, Achille Rossi, Domenico Raffaelli                                                                 |           | 21 d'abril al 7 de maig                                                             |
| Linda di Chamounix                  | Gaetano Donizetti | Gabriel Balart   |                   | Virginia Tilli, Matilde Cavalletti, Sra. Sotillo, Giacomo Galvani, Felice Varesi                                                                       |           | 27 d'abril al 3 de juny                                                             |
| I Puritani                          | Vincenzo Bellini  | Gabriel Balart   |                   | Josep Obiols, Agustí Rodas, Galvani, Achille Rossi, Josep Grau, Giovanni Cavaletti, Carlotta Cattinari                                                 |           | 1 de maig                                                                           |
| Il birraio di Preston               | Luigi Ricci       | Gabriel Balart   |                   | Virginia Tilli, Sra. Sotillo, Giacomo Galvani, Achille Rossi, Domenico Raffaelli, Josep Grau, Josep Obiols                                             |           | 13 al 31 de maig                                                                    |
| Il trovatore                        | Giuseppe Verdi    | Pere Abella      |                   | Achille Rossi, Eugenia Nostini de Rossi, Elena D'Angri, Giacomo Galvani, Agustí Rodas, Sra. Sotillo, Josep Grau, Josep Obiols                          |           | 1, 5, 6 juny                                                                        |
| Don Pasquale                        | Gaetano Donizetti |                  |                   | Virginia Tilli, Giacomo Galvani, Achille Rossi, Domenico Raffaelli                                                                                     |           | 4 de juny                                                                           |